# Andriej Gaszkin
Andriej Aleksandrowicz Gaszkin, ros. Андрей Александрович Гашкин (ur. 6 grudnia 1970 w Tałdomie, w obwodzie moskiewskim, Rosyjska FSRR) – rosyjski piłkarz, grający na pozycji pomocnika, trener piłkarski.

## Kariera piłkarska

### Kariera klubowa
Wychowanek SPTU-7 Władimir. W 1988 rozpoczął karierę piłkarską w klubie Torpedo Włodzimierz. Potem występował w zespołach Torpedo Nabierieżnyje Czełny, Saturn Ramienskoje i Znamia Truda Oriechowo-Zujewo. W 1993 został zaproszony do Spartaka Moskwa, w składzie którego debiutował w Wyższej Lidze. Na początku 1994 wyjechał za granicę, gdzie bronił barw ukraińskich klubów Nywa Tarnopol i Czornomoreć Odessa oraz izraelskiego Beitaru Jerozolima. W 1996 powrócił do Rosji, gdzie został piłkarzem CSKA Moskwa. W 1997 przeniósł się razem z trenerem Aleksandrem Tarchanowym do Torpedo Moskwa, w którym występował przez 5 lat. W 2002 zakończył karierę piłkarską w Urałanie Elista.

## Kariera trenerska
Po zakończeniu kariery piłkarskiej trenował dzieci w FSzM Moskwa. W końcu 2005 objął stanowisko asystenta trenera drużyny rezerwowej Torpeda Moskwa. Od końca 2007 ponownie pracował z dziećmi w FSzM Moskwa.

## Sukcesy i odznaczenia

### Sukcesy klubowe
- mistrz Rosji: 1993
- wicemistrz Ukrainy: 1995, 1996
- brązowy medalista Mistrzostw Rosji: 2000
- zdobywca Pucharu Mistrzów WNP: 1993